# Klabeklis

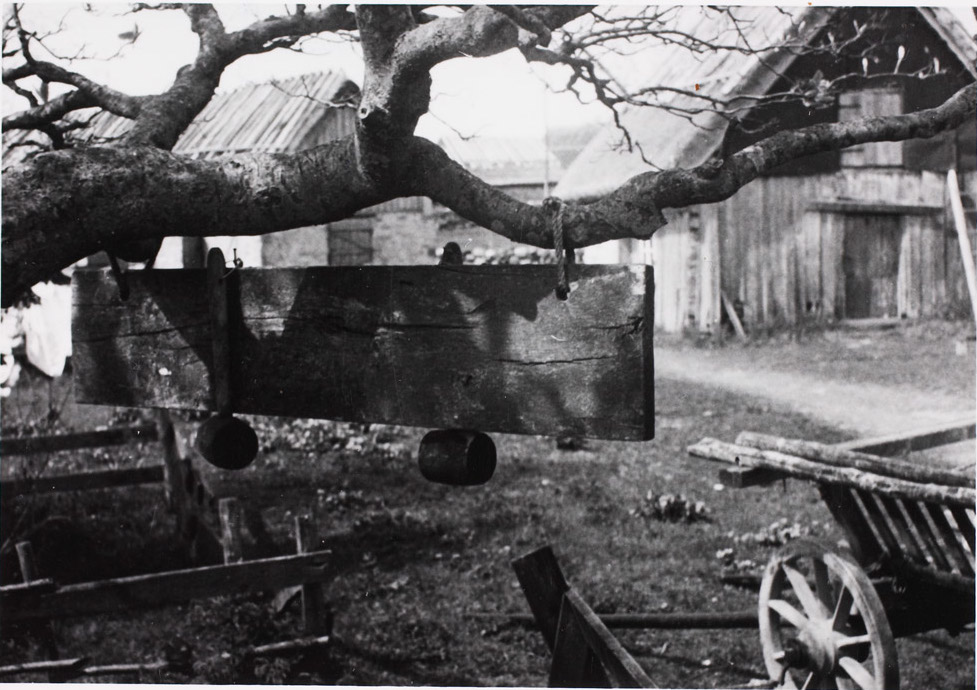
Schlagbrett lokulaud mit zwei Holzhämmern in Estland. Foto von Ferdinand Linnus, 1940

Klabeklis (lettisch), auch klabatė, klabata(s), klabis, klabẽklis, klabina, klabanas, klabačas, klabūris, bezeichnet mehrere hölzerne Aufschlag- und Gegenschlagidiophone in Lettland:
- eine historische Kuhglocke mit einem oder mehreren Klöppeln im Innern, die Weidetieren umgehängt wurde, um sie im Wald aufzuspüren
- eine zum selben Zweck früher Weidetieren umgehängte Brettklapper, bestehend aus einem Brett, gegen das mehrere Holzklöppel schlagen
- ein Glockenspiel aus mehreren klöppellosen Holzglocken (koka zvani), die im 19. Jahrhundert als Melodie- und Rhythmusinstrument in der Volksmusik eingesetzt wurden, bis heute in Litauen als skrabalai bekannt,
- ein früher in Hausnähe im Dorf aufgehängtes Schlagbrett, um Hirten auf der Weide zu benachrichtigen und vor Gefahren zu warnen, in Estland lokulaud genannt,
- eine um den Hals gehängtes Brett (Brettklapper), das Hirten oder Teilnehmer einer Prozession früher mit zwei Stöcken schlugen
- ein früher als Signalinstrument mit einem magischen Aspekt von Hirten, als Rhythmusinstrument bei Prozessionen und zur Begleitung von Volkstänzen gebrauchtes und bis heute bekanntes Klapperbrett, bei dem in einer Pendelbewegung ein Holzhammer vor und zurück gegen eine Platte schlägt
- und eine bis heute verwendete Plattenklapper.

Die entwicklungsgeschichtlich auf das Schlagbrett zurückzuführenden hölzernen Schlaginstrumente gehören zu einer im Baltikum und in Nordwestrussland verbreiteten alten Tradition der Bauern, Viehhirten und der römisch-katholischen Kirche. In Litauen heißen diese hölzernen Klangerzeuger litauisch kleketas.  Mit weiteren Namen in den baltischen Sprachen waren zahlreiche Formvarianten in der Region Teil des bis auf vorchristliche Traditionen zurückgehenden Brauchtums.

## Herkunft und Verbreitung

### Holzglocken mit Klöppeln

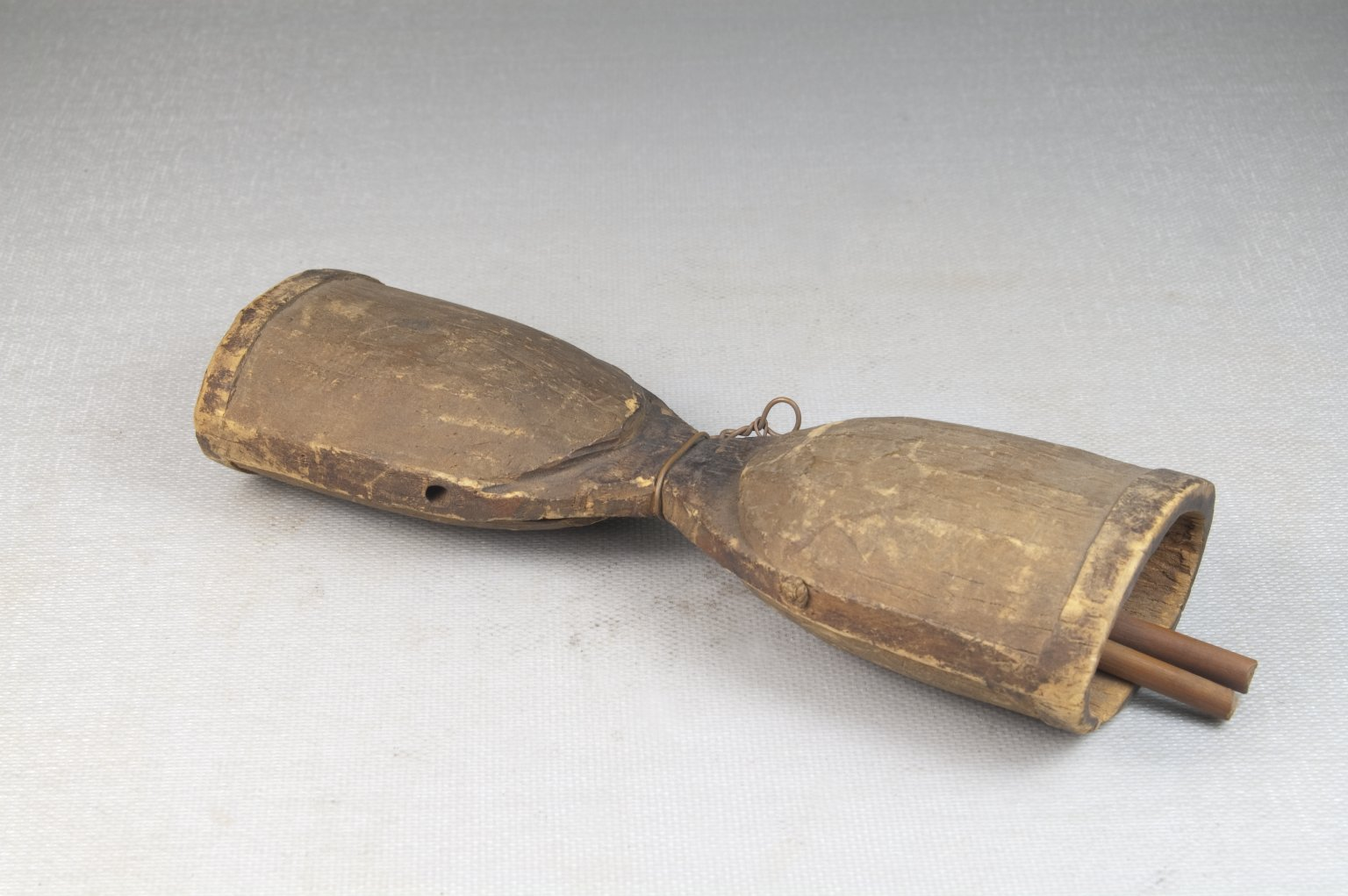
Sanduhrförmige Holzglocke mit zwei Klöppeln auf einer Seite. Kongo, vor 1922

Eine Glocke ist ein Gefäß aus einem beliebigen Material, das an seinem klingenden, das heißt schwingenden Rand angeschlagen und am nicht schwingenden Scheitel fixiert wird. Curt Sachs (1928) geht in seinem entwicklungsgeschichtlichen Schichtenmodell von einer primären Verwendung von Glocken in kultischen Zusammenhängen aus: als Fruchtbarkeitssymbol und magisches Abwehrmittel. Demnach wurden Glocken ursprünglich zuerst Opfertieren umgehängt und erst später erhielten sie am Hals von Weidetieren oder als Ersatz für Schlagbretter eine Signalfunktion. Ebenso sollten Glocken an Eingangstüren zunächst Unheil abwehren, bevor sie zur Ankündigung eines Besuchers angebracht wurden. Wegen dieser apotropäischen Funktion hängte man etwa im antiken Griechenland Tieren, vor allem Pferden im Kriegseinsatz, Glöckchen um den Hals. Einfachste Glocken und ebenso verwendete Gefäßrasseln in Afrika und Asien bestanden aus natürlich geformten Materialien (Fruchtschalen, Kokosnussschalen, Muscheln).
Holzglocken sind oder waren außer im Baltikum weltweit nur in einigen Regionen verbreitet, darunter im Kongo, in Südostasien und in geringerer Zahl im präkolumbischen Amerika (Altperu). Bei den unterschiedlich geformten Holzglocken mit Klöppeln in Afrika hängen die Klöppel an einer quer durch die Glockenschale gezogenen Schnur. Außerdem kommen symmetrische (sanduhrförmige) Doppelglocken aus Holz mit Klöppeln an beiden Seiten vor, neben den häufigeren Typen aus Eisen. Einige halbnomadische Hirten in Kenia und Somalia hingen früher ihren Kamelen zur besseren Ortung Holzglocken um den Hals.
Von der indonesischen Insel Java blieben hölzerne Kuhglocken aus dem 19. und 20. Jahrhundert erhalten, die es in derselben Form wahrscheinlich bereits einige Jahrhunderte zuvor bei der einfachen Bevölkerung gab. Die Funktion als Signalinstrument verbindet in der javanischen Geschichte Glocken mit Schlitztrommeln (kentongan). Die typische Grundform einer Holzglocke in Indonesien, Afrika und anderen Regionen ist ein breites gleichschenkliges Trapez, in dessen schmalem Inneren mehrere Klöppel nebeneinander gereiht sind. Diese allgemeine Form besteht häufig aus zwei getrennt geschnitzten und dann verbundenen Hälften.
Arbeitselefanten in den Wäldern Myanmars trugen bis zur ersten Hälfte des 20. Jahrhunderts aus Teak geschnitzte Holzglocken, burmesisch kalauk, wie auch Kuhglocken genannt werden.

### Glockenspiel

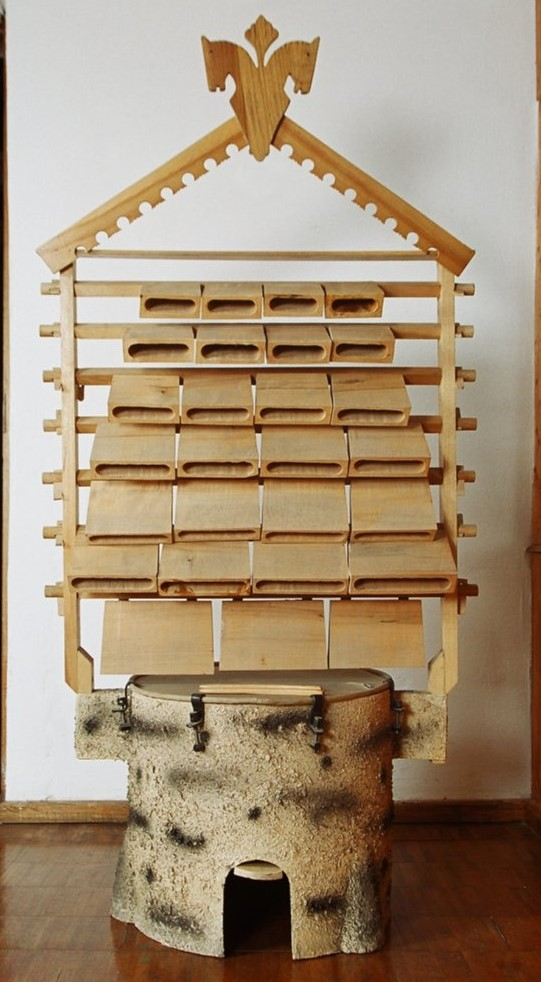
Kombiniertes Musikinstrument in Litauen aus 27 chromatisch gestimmten klöppellosen Holzglocken skrabalai oben und einer Trommel kelmas mit Fußpedal unten

Der weltweit häufigsten Form der Holzglocken mit einem breiten Trapez, einem schmalen Querschnitt und der Verwendung durch Viehhirten entsprechen auch die skrabalai (skrabalas) in Litauen. Zur alten materiellen Kultur der litauischen Hirten gehören mehrere Holztrompeten, die Hornpfeife birbynė, die Kernspaltflöte lumzdelis und das Glockenspiel skrabalai. Mehrere unterschiedlich große Holzglocken skrabalai werden in einem Gestell aufgehängt und mit Stöckchen angeschlagen. Dieses Melodieinstrument wird häufig mit einer einfelligen Zylindertrommel kelmas aus einem ausgehöhlten Baumstamm kombiniert. Skrabalai heißen auch Holzglocken mit mehreren Klöppeln für Weidetiere.
Als Melodieinstrument verwendete Glockenspiele aus unterschiedlich großen Glocken sind seit dem bianzhong im alten China bekannt. Das etwa seit dem 5. Jahrhundert v. Chr. rituell verwendete bianzhong bestand bis ins 18. Jahrhundert aus einer Reihe von Bronzeglocken (zhong).
In der griechisch-römischen Antike waren cymbala (lateinisch, Singular cymbalum) Schalen aus Metall oder Holz, die wie Zimbeln gegeneinander- oder aufgehängt und von außen angeschlagen wurden. Ab etwa 1200 sind für das europäische Mittelalter Glockenspiele nachgewiesen. Aus dieser Zeit stammen zwölf Bronzeglocken europäischen Ursprungs, die in Bethlehem ausgegraben wurden. Die Entwicklung verlief über das Beiern bis zum über eine Klaviatur bedienbaren großen Glockenspiel Carillon, das in Westeuropa im 16. Jahrhundert einen Tonumfang von zwei Oktaven erhielt. Zeitlich parallel entwickelte sich das russisch-orthodoxe Glockenläuten mit bis zu 20 tonnenschweren Glocken ab dem 17. Jahrhundert.
Mit einem Set von klöppellosen Glocken, die in einem senkrecht stehenden Gestell hängen, sind nur wenige idiophone Melodieinstrumente vergleichbar, etwa Röhrenglocken und Schlagplattenspiele mit runden Metallplatten. Letztere entsprechen antiken Crotales und kommen in Nordindien als srimandal vor.
Bezogen auf Klangerzeugung und Funktion ist das große Schlagbrett eine Vorstufe von außen angeschlagener Holzglocken. Ein Schlagbrett (in Lettland klabatas) hing bis zum 19. Jahrhundert an vielen Häusern im Baltikum und konnte mit seinem lauten Schlagton Bauern auf den Feldern bei Gefahr ins Dorf zurückrufen und andere Signale übermitteln. Um die Übermittlung unterschiedlicher Informationen zu erleichtern, mussten verschiedene Rhythmen mit zwei Stöcken geschlagen werden. In Litauen wurden hierfür zwei Schlagbretter verwendet, sodass sich mit zwei Tonhöhen bei gleicher Schlagfolge weitere Variationsmöglichkeiten ergaben. Ein melodisches Spiel zur Kommunikation entwickelte sich daraus aber nicht.

### Schlagbretter und Klappern

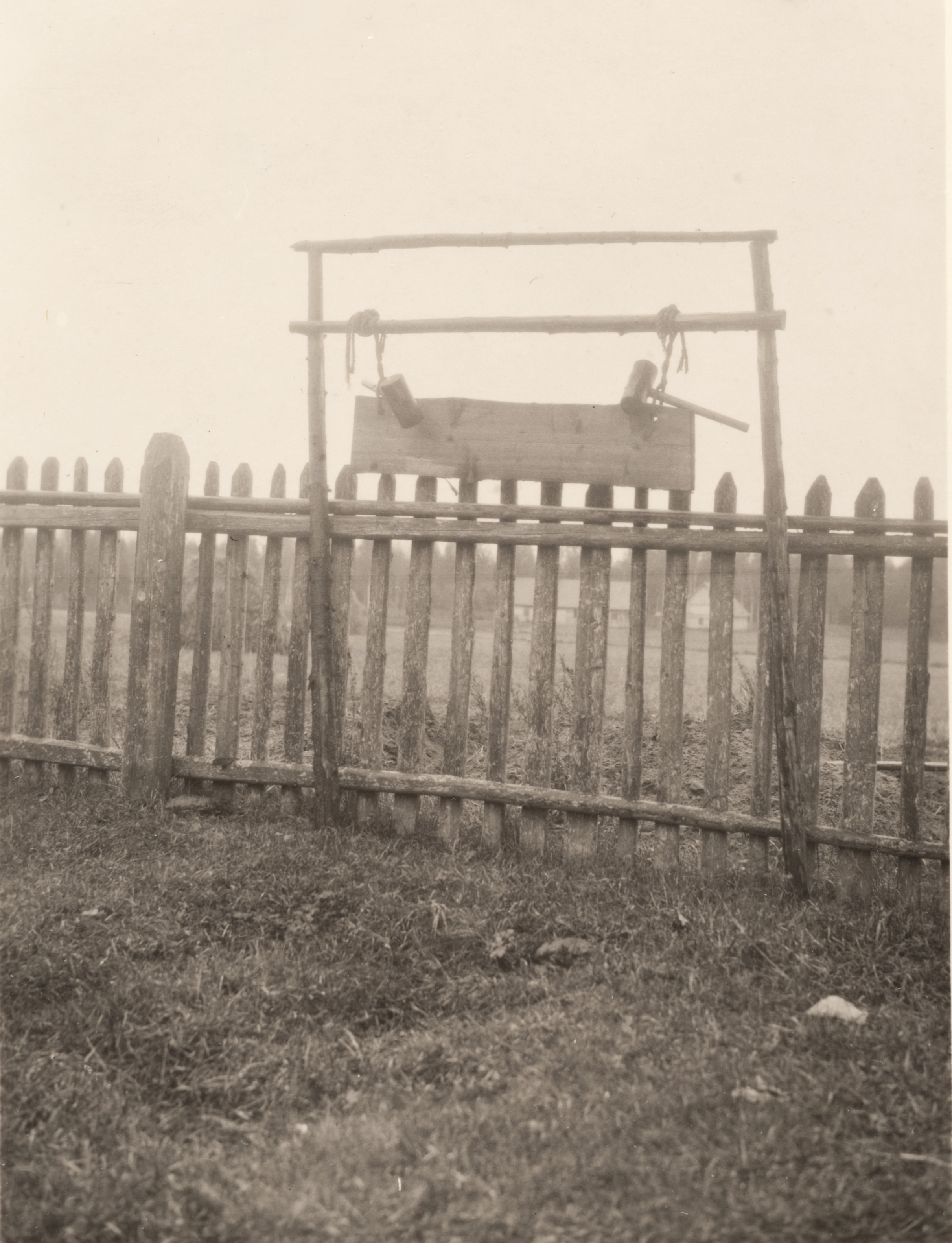
Schlagbrett lokulaud mit zwei Holzhämmern in Estland. Foto von Ferdinand Linnus, 1930er Jahre

Schlagplatten und Klappern aus Holz sind in den baltischen Ländern je nach Region in unterschiedlichen Formen und Größen verbreitet. Die meisten Schlagbretter sind rechteckig, einige trapezförmig und andere besitzen beliebig geschwungene Kanten. Stationär befestigte Schlagbretter gab es im Baltikum und in Nordwestrussland in der Oblast Wologda und in Mordwinien. In den Händen getragene Schlagbretter wurden im Nordwesten von Belarus, in Litauen und Lettland; um den Hals gehängte kleine Schlagbretter in Südkarelien und einigen Regionen in Russland (darunter um Sankt Petersburg, Kostroma, Iwanowo, in Komi und in Mordwinien); Klappern für Weidetiere im Norden Litauens und in Lettland verwendet.
Schlagbretter hatten in der Region (Baltikum und Russland) unter anderem die Funktion, den Hirten anzuzeigen, wann sie die Herde auf die Weide oder von dort zurück ins Dorf zu treiben hatten. Eine insgesamt wichtigere Signalfunktion für die Hirten übernahmen jedoch konische Holztrompeten oder Birkenrindentrompeten, die von Skandinavien bis in den Osten Sibiriens verbreitet waren.
Stationäre Schlagbretter in Dörfern gehörten mutmaßlich in erster Linie zur baltischen Kultur und dürften von anderen nordosteuropäischen Völkern wie den Mordwinen übernommen worden sein. Ein typisches stationäres Schlagbrett war das estnische lokulaud, aus einem etwa 1 bis 1,5 Meter langen und 20 bis 35 Zentimeter breiten Brett, das an zwei Pfosten und einer Querstange im Freien vor dem Bauernhaus aufgehängt war. Das lokulaud wurde wie die baltischen Schlagbretter allgemein mit zwei Holzhämmern angeschlagen. Seit dem ersten schriftlichen Beleg aus dem Jahr 1802 für ein Schlagbrett in Estland bis in die erste Hälfte des 20. Jahrhunderts hing das Schlagbrett zwischen zwei Pfosten. Die ältere Methode war, eine Stange in geeigneter Höhe zwischen die Astgabeln zweier benachbarter Bäume zu legen oder dafür Astgabeln in den Boden zu stecken und das Brett in der Mitte der Stange aufzuhängen. Das lettische stationäre Schlagbrett war nahezu identisch mit dem estnischen, die in Schweden und Finnland früher wesentlich selteneren Schlagbretter gehörten hingegen zu einer anderen Tradition.
Mit tragbaren Schlagbrettern luden die Dorfbewohner zu Gottesdiensten oder zu anderen Versammlungen ein. Arbeiter wurden zur Arbeit oder zur Mittagspause gerufen und bei Feuer ersetzten Schlagbretter die Sirenen. An den Küsten Estlands und Lettlands halfen die Schläge den Fischern und Seeleuten, bei dichtem Nebel zu navigieren. Die Schläge der stationären Holzbretter an Feiertagen besaßen nach dem Volksglauben auch eine magische Wirkung und sollten übernatürliche Kräfte beeinflussen. So erklärt sich der Einsatz von Schlagbrettern und Klappern in Nordosteuropa früher während der Karwoche, als Glockenläuten und das Orgelspielen beim katholischen Gottesdienst verboten waren. Aus denselben vorchristlichen Traditionen wurden in Litauen, Lettland und im Westen von Belarus Klappern bei katholischen Osterprozessionen eingesetzt. Ihr Lärm sollte auf analoge Weise böse Mächte vertreiben, wie Hirten Wildtiere verscheuchen wollten. In diesen Gebieten sind die aus vorchristlicher Zeit stammenden tragbaren Schlagbretter seit den Anfängen des Christentums mit den Riten der katholischen Kirche verbunden, während in Russland das stationäre Schlagbrett bilo zur Tradition der russisch-orthodoxen Kirche gehört.
Bei hölzernen Klappern schlagen bei der einfachsten Konstruktion zwei an einem Scharnier verbundene Platten gegen eine mittlere Platte, ansonsten trifft ein Holzteil nach einer Pendelbewegung auf ein anderes. Klabatas steht in Lettland für ein Hämmerchen, das auf eine Platte schlägt, für eine um eine Achse bewegliche Platte, die mit der Hand gedreht gegen einen Rahmen schlägt, und für andere Idiophone. Zu diesen zählen im Baltikum auch Rasseln, Glocken und Haushaltsgegenstände wie Waschbretter, Bratpfannen, Löffel und (im Takt über den Boden gefegte) Besen, die für den Rhythmus in der häuslichen Volksmusik sorgten. Primär haben die unterschiedlichen Idiophone jedoch eine magische Bedeutung bei Übergangsriten und im jahreszeitlichen Brauchtum.
In der Hand gehaltene Klappern mit Hämmerchen (Klapperbretter) sind Miniaturformen von stationär hängenden oder auf der Schulter getragenen Schlagbrettern, die bei den frühen Christen als naqus die Funktion einer signalgebenden Glocke besaßen. In den europäischen Ostkirchen sind sie unter verschiedenen Namen wie semantron in Griechenland und toacă in Rümänien bekannt. Im orthodoxen Ritus wurden Schlagbretter spätestens seit dem 10./12. Jahrhundert auch in Russland verwendet, nachgewiesen in Chroniken der Kiewer Rus aus dem 12. Jahrhundert. Schlagbretter dienten auch zur weltlichen Informationsübermittlung. Seit dem Mittelalter waren Schlagbretter mancherorts in Zentraleuropa in Gebrauch, so etwa schlug bis Ende des 19. Jahrhunderts ein Dorfbewohner in der Niederlausitz, um eine Versammlung einzuberufen, mit einem Hammer gegen den Zaun seines Nachbarn, der seinerseits mit demselben Hammer gegen den nächsten Zaun schlug. Bis Anfang des 20. Jahrhunderts war die mit zwei Hämmern geschlagene Hillebille bei Köhlern im Harz und im Thüringer Wald in Gebrauch.
In den Dörfern Nordwestrusslands ist unter Russen, Komi und Wepsen ein baraban genanntes Schlagbrett aus Birkenholz, das mit zwei Stöcken geschlagen wird, für Signalzwecke, zur Begleitung von Tänzen und Tschastuschka (gesungene humorvolle Gedichte) im Einsatz. Auch in ihrer Verwendung stehen diese Klappern mit den Schlagbrettern in Beziehung.
Einfache Plattenklappern gehen auf zwischen den Fingern gehaltene antike Klappern zurück, die seitdem in der Form von Kastagnetten (Gefäßklappern) zur Tanzbegleitung dienen. Abbildungen aus dem 13. Jahrhundert zeigen Jongleure mit Plattenklappern. Wie eine Darstellung des 16. Jahrhunderts aus Frankreich belegt, gingen diese Klappern später auf Leprakranke über, die mit dem lauten Knallen der Klappern wegen der Ansteckungsgefahr vor ihrer Annäherung warnen mussten. Die damalige Form aus zwei beweglichen Teilen und einem Mittelstück mit Handgriff entspricht der heutigen.
Funktionell zu den baltischen Klappern gehörend, aber instrumentenkundlich eine Pendelrassel ist ein mit dem russischen Wort kolotuschka (russisch колотушка) benanntes Brett in Eesti-Ingeri (dem zu Estland gehörenden Teil der historischen Region Ingermanland), das bis Anfang des 20. Jahrhunderts Nachtwächter verwendeten. Das kolotuschka besteht aus einem Handgriff und einer schaufelartigen flachen Verbreiterung, die im Innern ausgehöhlt ist. Am oberen Ende ist eine kurze Schnur mit einer Holzkugel angebunden, die beim schnellen Bewegen abwechselnd gegen beide Seiten des Bretts schlägt. Kolotuschka gibt es industriell gefertigt als Kinderspielzeug bis heute.

## Etymologie

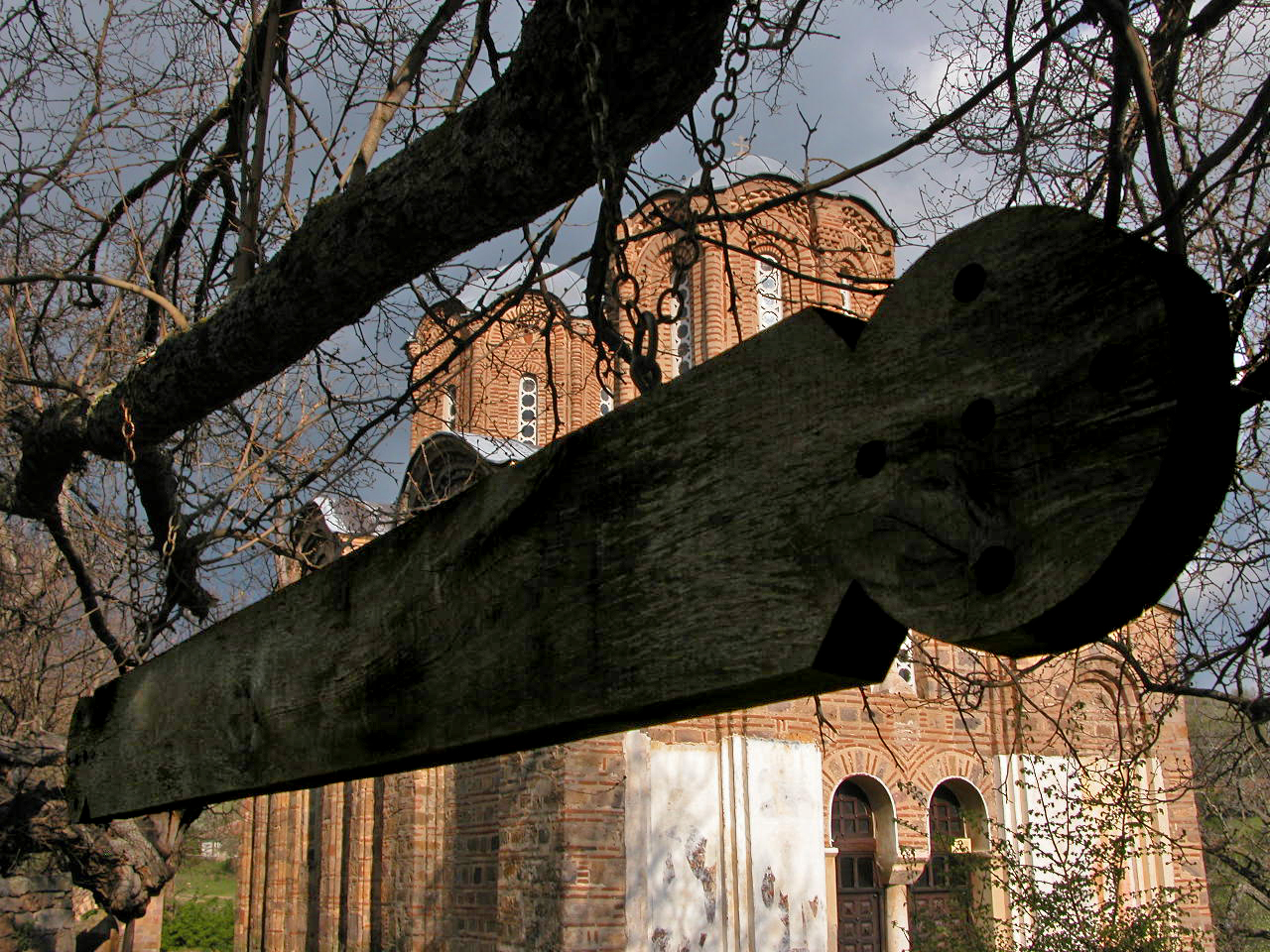
Schlagbrett klepalo des mazedonisch-orthodoxen Klosters von Lesnovo in Nordmazedonien

Das lettische Wort klabeklis ist wie klabata, klabanas und Varianten in anderen baltischen Sprachen, darunter litauisch kleketas, ebenso wie beispielsweise polnisch klabocian, klekotać („klappern“, „klimpern“, „schnattern“) und slowakisch klapáč, klepačka, klepalo, klepadlo („klopfen“, „Klopfer“, „Klapper“) onomatopoetischen Ursprungs. Das bedeutungsgleiche klappern geht auf mittelhochdeutsch klappen („einmal mit einem Knall zusammenschlagen“) zurück. Zur Bezeichnung einer sich wiederholenden Aktion wurde daraus klappern, auch in Wortzusammensetzungen wie seit dem 17. Jahrhundert „Klapperstorch“, weil der Storch mit seinem Schnabel ein klapperndes Geräusch zu machen pflegt.
Die Namen der baltischen Idiophone beziehen sich auf deren Funktion, Klangeigenschaften und strukturellen Merkmale. Lettisch klabata bezeichnet vom Verb klabatāt, klabēt, „klappern“, ausgehend zunächst „Geklapper“, „Klapper“, einschließlich der im deutschen Adjektiv klapper im 15. Jahrhundert geläufigen Bedeutung „schwatzhaft“, die in klakšķata („Plappermaul“, „Schwätzer“) und im Verb klabēt („schwatzen“) enthalten ist. Das litauische kleketas bezeichnet dieselben hölzernen Idiophone wie in Lettland und als Verb klegėti (die Konsonanten K und G werden ähnlich ausgesprochen) Menschen, die mit diesen Klangerzeugern „klappern“, außerdem „schnattern“, „gackern“, „laut reden“ und „lärmen“. Abgeleitete Abstrakta sind klegesys, „Schnattern“, „Klappern“, „Gackern“ und „Lachen“. Weiter gehört hierzu klegėnti, „klappern (des Storchs)“, und klegėtis, „Klapperstorch.“ Zu den lettischen Entsprechungen gehören noch klēgāt („schreien“), kladzināt, kladzināt („gackeln“, „viel sprechen“) und kladzene („Gluckhenne“, „Klatschbase“). Entsprechungen mit lautmalerischem Ursprung sind ferner lateinisch clangere („schmettern“, „schreien“, „krächzen“) sowie im Deutschen klingen und Klang.
Litauisch klegėtis ist nach einer Untersuchung des litauischen Zoologen Jurgis Elisonas von 1927 auch eine regionale „poetische“ Tierbezeichnung, deren Wortbildung der Ableitung bei grabeklis („Kinderklapper“) von grabēt („klappern“) und klabeklis („Klapper“, „Schlagbrett“, auch „Türklopfer“) von klabēt („klappern“) entspricht. Das litauisch-lettische Suffix -klis gehört zu Nomina, die im weitesten Sinn Aktivitäten von Gegenständen oder Lebewesen bezeichnen. So steht klēgetis für einen „Vogel, der sich durch sein Klappern mit dem Schnabel bemerkbar macht“. Der gemeinsame Nenner für die Bezeichnung der unterschiedlichen hölzernen Idiophone mit demselben Namen klabeklis bzw. litauisch kleketas ist: Alle sind Klangerzeuger, die Töne und Geräusche von unbestimmter Tonhöhe produzieren.
Schlagbretter in Estland sind unter mehreren beschreibenden Namen bekannt, darunter lokulaud („Lockenbrett“), klopa-laud („Klopfbrett“), klop-plaud („Schlagbrett“), kölk-laud („hängendes Brett“), kolk („Holztrommel“) und kola lodina („Schlaggeräusch“). Typisch ist die Zusammenstellung zweier Wörter mit dem estnischen laud („Tisch“, „Brett“), das aus dem in baltischen Sprachen vorkommenden plautas („ein an die Seite eines Bootes geschlagenes Brett“) abgeleitet ist. Dieses Wort und andere Wörter aus dem Bereich Landwirtschaft und Viehzucht wurden sprachwissenschaftlichen Untersuchungen zufolge im 2. und 1. Jahrtausend v. Chr. entlehnt. Russen und Belarussen schätzen das Schlagbrett gleichermaßen als eigenes nationales Erbe von hohem Alter (Schlagbrett bilo, russisch било, „schlagen“; Ort, an dem das Schlagbrett hängt: bilniza, билница).
Ein litauischer Name für das Schlagbrett ist tabalai („Tisch“). Darin ist die Nebenbedeutung „sprechen“ enthalten, also wie im lettischen Wortumfeld klabata eine neben dem Schlagen weitere Art der Informationsübermittlung. Im Belarussischen heißt das in der Hand gehaltene Schlagbrett kalotka (калотка) oder kalotit (калотитъ), was außer „klopfen, schlagen“ auch eine gesprächige Person bedeuten kann.
Mit etymologischen Vergleichen sind Übernahmen von Schlagbrettern unter den Kulturen nicht zu belegen. Das Wort baraban (russisch auch barabanka, litauisch barškalas, bei den Wepsen barabanas) für das Schlagbrett der Hirten in Nordwestrussland ist turksprachiger Herkunft und wurde offenbar von der zuvor bekannten gleichnamigen Trommel übernommen. Lepenlälauta, wie die finnischsprachige Bevölkerung in Karelien ihr Schlagbrett nennt, hat einen Ursprung in den baltischen Sprachen, während die Mordwinen mit šavoma ein eigenes Wort besitzen. Des Weiteren sind in Russland in einzelnen Regionen slawische Namen für Schlagbretter verbreitet. Aufgrund der Vorkommen von umgehängten Schlagbrettern in voneinander isolierten Regionen möchte Gvidas Vilys (2001) deren Ausbreitung aber nicht allein mit der slawischen Kultur verbinden. Ihre Herkunft im Baltikum führt er auf eine finnische Tradition zurück.

## Bauform und Verwendung
Die traditionelle Musik und das Brauchtum Lettlands sind – abgesehen von Familienfeiern – wesentlich mit der Landwirtschaft und den Festen des Jahreszyklus verbunden. Zum großen Bestand an traditionellen Musikinstrumenten gehören über 30 Idiophone. Neben Glocken, Klappern und Schlagbrettern sind dies Maultrommeln (seit dem 13. Jahrhundert im Baltikum bekannt), die an einem Griff gehaltenen Pendelrasseln trīdeksnis und čagana, die für Hochzeiten gebraucht werden, sowie Schellen.

### Glocken und Klappern der Hirten
Die früher Weidetieren in Lettland umgehängten Kuhglocken wurden trogförmig aus einem Block Tannen- oder Birkenholz herausgeschnitzt. Ein oder bis zu fünf Klöppel aus Eichenholz in einer Reihe nebeneinander wurden an Schnüren, die durch Löcher am Scheitel der Holzglocke geschlauft waren, festgebunden. Die Klöppel waren von ungleicher Länge und Dicke und erzeugten unterschiedliche Klänge. August Bielenstein berichtet in seiner bis 1904 abgeschlossenen Studie über die Holzgeräte der Letten von den zu seiner Zeit noch vorgefundenen Holzglocken. Die Glocken waren an der Breit- und Schmalseite trapezförmig und teilweise am Scheitel gerundet. Eine besondere Form in der lettischen Bezirksgemeinde Saldus an der Grenze zu Litauen war 14 Zentimeter lang, 8 Zentimeter hoch, besaß vier Klöppel und an beiden Seiten am Scheitel eine durchbohrte Auskragung, an der die Schlaufe zum Umhängen festgebunden war. Dieselbe Form an 20 Zentimeter langen Glocken mit zwei kurzen Klöppeln kam in Jurbarkas im Südwesten von Litauen vor. Dort wurde Birken- oder Weißbuchenholz verwendet. In dieser Gegend waren auch rund gedrechselte Holzglocken in der Form bronzener Glocken gebräuchlich.
Alternativ verwendete man eine Glocke aus Bronze oder Messing mit einem Klöppel.

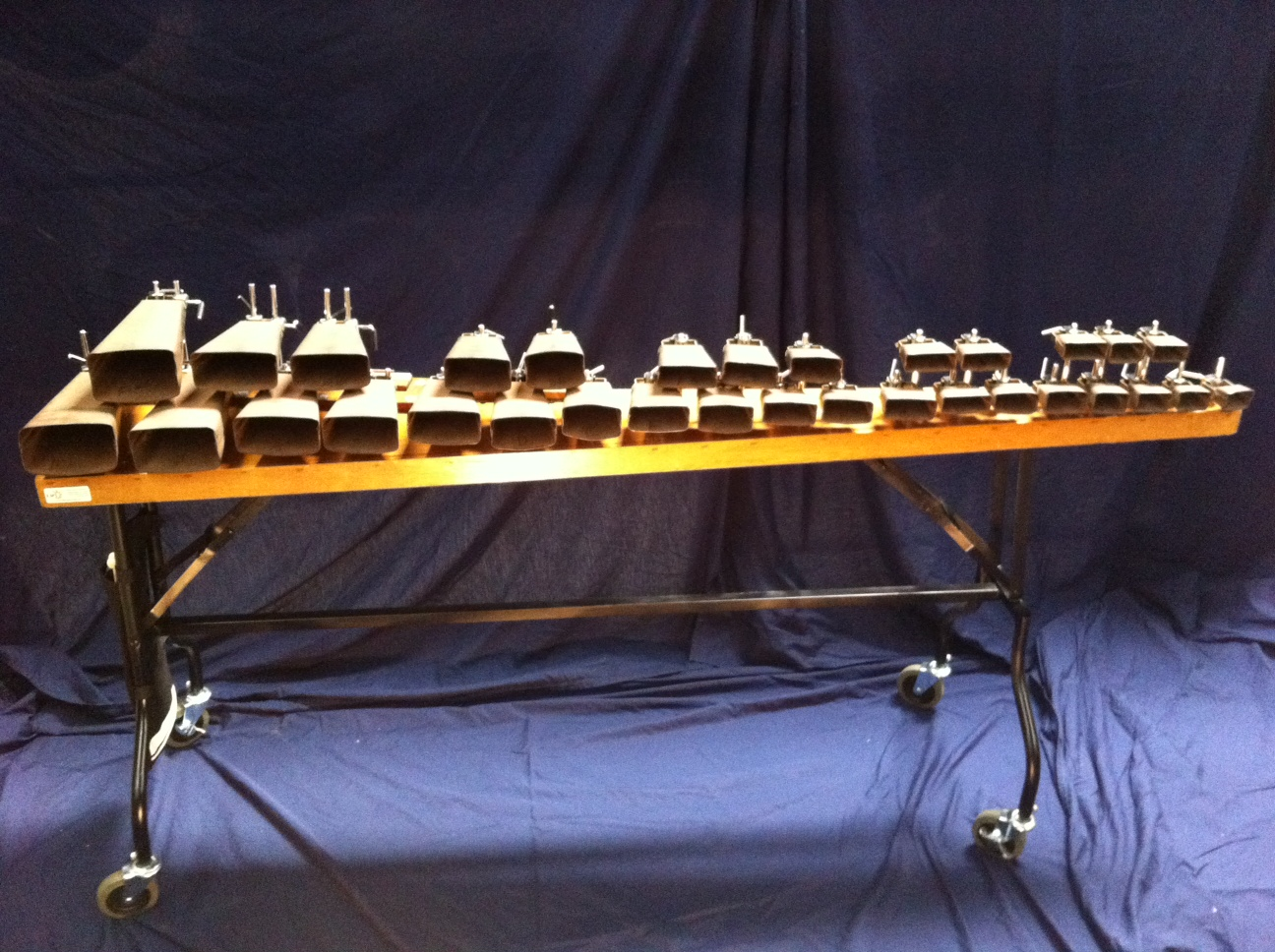
Ein chromatisch gestimmter Satz Kuhglocken aus der Emil-Richards-Sammlung von im Jazz gespielten Perkussionsinstrumenten

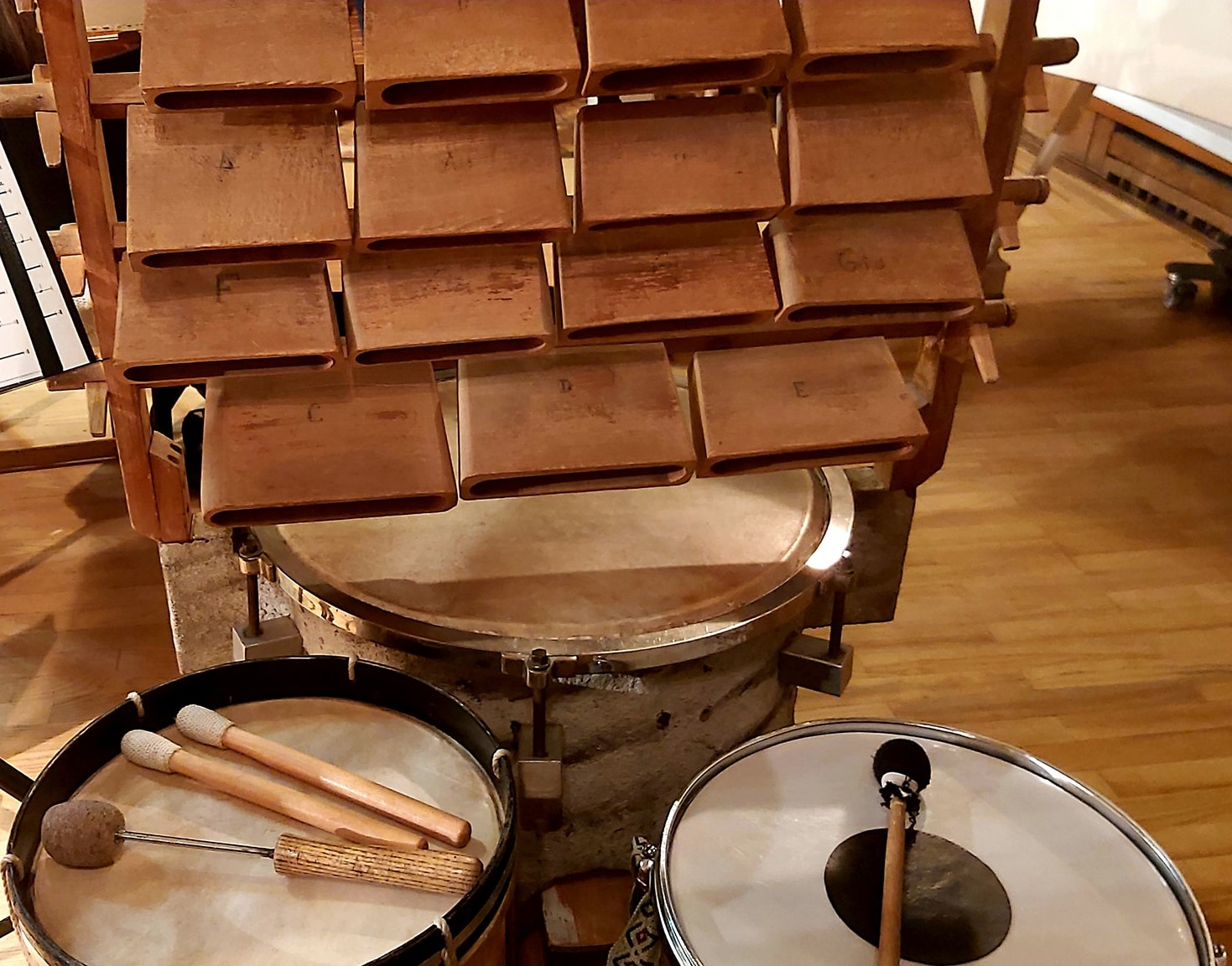
Glockenspiel skrabalai in Litauen

Die manchen Rindern um den Hals gehängte Brettklapper (klabina) bestand aus einem rechteckigen Brett mit einer vorstehenden Leiste am oberen Rand, an der in gleichen Abständen etwa fünf Klöppel angebunden waren, die auf das Brett und gegeneinander schlugen.
Viehweiden lagen in den Ländern des Baltikums früher inmitten von ausgedehnten Waldgebieten. Die  Rinder waren mit den Glocken auf der Weide besser zu lokalisieren, besonders wenn sich ein Tier im Wald verirrt hatte; außerdem sollte das Geklapper der Glocken Wölfe und böse Geister fernhalten. Brettklappern erfüllten denselben Zweck. Letztere wurden bevorzugt Tieren umgehängt, die sich häufig von der Herde entfernten, und Pferden auf der Koppel. Sie waren aber um 1900 bereits sehr selten geworden.
Waren frühmorgens die Tiere auf die Weide getrieben, umkreisten die Hirten die Herde bis um die Mittagszeit, wobei sie, um die Herde zusammen- und Wölfe fernzuhalten, ein Klapperbrett in der Hand bewegten. Nachmittags herrschte Ruhe. Beim Zusammentreiben für den abendlichen Heimweg wurden wieder Klapperbretter eingesetzt. Diese Klapperbretter bestanden aus einem langrechteckigen Brett mit einem an der Mitte der Unterseite rechtwinklig abstehenden Handgriff und an der Oberseite ein bis drei um eine Achse pendelnden Hämmerchen. Mit einer Handbewegung schlugen die Hämmerchen abwechselnd auf beide Oberseiten des Bretts.
Als Signalinstrument schlugen die Hirten und Jäger mit zwei Holzstöckchen auf ein um den Hals hängendes Brett, das, um gut zu klingen, Abstand von der Kleidung haben sollte. Das trapezförmige Brett maß typischerweise 50 Zentimeter in der Länge und 20 bis 25 Zentimeter in der Breite bei einer Dicke von 1,5 bis 2 Zentimetern. Durch zwei Löcher am oberen Rand war eine Schnur zum Umhängen gezogen. Anders als bei den stationären Schlagbrettern konnten mit diesen kleinen Brettern keine konkreten Signale übermittelt werden. Deshalb wurden sie hauptsächlich verwendet, um klappernde Geräusche zu erzeugen. Dieses Brett entsprach prinzipiell der bei jeder Bewegung automatisch Schlaggeräusche produzierenden Kuhklapper.

### Glockenspiel
Ein Set von klöppellosen Holzglocken klabeklis, die in einem Holzgestell angeordnet sind, war unter dem Namen koka zvans (oder koka zvani) bekannt und wurde Ende des 19. Jahrhunderts in der Region Sēlija im Süden Lettlands von Dorfkapellen als Melodieinstrument in der Unterhaltungsmusik gespielt. Unter diesem Namen werden heute Windspiele und kleine Klangplattenspiele als Kinderspielzeug verkauft.
Dagegen wird in Litauen das traditionelle Holzglockenspiel skrabalai in modernisierter Form bis heute verwendet. Drei oder vier flache breite Holzglocken sind am Scheitel mit jeweils zwei Metallhülsen als Abstandshalter an ein waagrechtes Kantholz in einem Gestell festgeschraubt, so dass sie schräg zum Musiker angeordnet sind, der mit zwei Schlägeln auf die obere Seite der Glocken schlägt. Die Glocken werden aus hartem Eichen- oder Eschenholz hergestellt. Dazu höhlt mann die Holzblöcke bis auf eine Wandstärke von etwa zwei Zentimetern aus. Ungefähr zwischen 20 und über 30 Glocken sind an einem Gestell befestigt. Ein typisches Instrument besteht aus 27 chromatisch gestimmten Glocken mit einem Tonumfang von c1 bis e3. Häufig wird das skrabalai über oder dicht hinter einer einfelligen Zylindertrommel aufgestellt, sodass der Perkussionist beide Instrumente zugleich bedienen kann.

### Schlagbretter und Klappern in den Dörfern

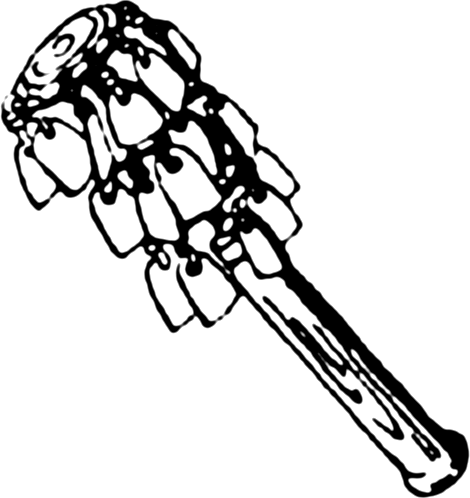
Pendelrassel trīdeksnis, um 1850. Zeichnung in einem Katalog lettischer Musikinstrumente von 1978

Stationäre Schlagbretter in Lettland wurden üblicherweise in der Nähe des Hauseingangs mit Seilen an einer auf zwei in den Boden gesteckten Astgabeln liegenden Querstange aufgehängt. Den Bildern und Beschreibungen zufolge hingen die Schlagbretter waagrecht in Brusthöhe oder bis in zwei Meter Höhe, sodass sie von der am Boden stehenden Person geschlagen werden konnten. Möglicherweise wurden wie in anderen Regionen vereinzelt zwei Schlagbretter nebeneinander verwendet. Die für Brett und Schlaghammer ausgewählten Holzarten waren je nach Region unterschiedlich, man bevorzugte für beides entweder die gleiche (gleich harte) oder eine andere Holzart. Die Schlaghämmer hingen allgemein beim Brett.
Die verschiedenen Schlagfolgen signalisierten die Zeit für die Heimkehr der Hirten und der Feldarbeiter zum Mittagessen oder das Arbeitsende der kommunalen Feldarbeit, den Beginn von Festveranstaltungen oder eine drohende Gefahr (Ausbruch eines Feuers).
Die Klappergeräusche bei den Osterbräuchen, bei denen der mutmaßlich auf vorchristliche Fruchtbarkeitsrituale zurückgehende magische Aspekt im Vordergrund stand, wurden mit Klapperbrettern (mit Hämmerchen), um den Hals hängenden Brettklappern und mit Rasseln produziert. Am Ostersonntagmorgen wurde viel Lärm mit sämtlichen Klappern, Rasseln, Ratschen, Trommeln, Trompeten und Hörnern gemacht. Christliche Prozessionen wurden von Gesängen, Geschrei, Klappern und Rasseln begleitet und zu Gottesdiensten gehörten verschiedene Klappern mit Handgriff. Zu den Umzügen mit maskierten Narren an Faschingsdienstag ertönten Klapperbretter, Brettklappern, Ratschen, Schraper und Bratpfannen.
Herstellung und Gebrauch von Musikinstrumenten und anderen Klangerzeugern war in Lettland traditionell Aufgabe der Männer. Zu den Ausnahmen gehörten einfache Musikinstrumente der Hirten wie Rohrpfeifen (roopill) und andere Einfachrohrblattinstrumente (birbynė), die Jungen und Mädchen anfertigten. Eine Besonderheit stellte die von Frauen zur Gesangsbegleitung bei Hochzeiten und im Winter bei Sonnwendfeiern eingesetzte Pendelrassel trīdeksnis dar. Die „Hochzeitsklapper“, wie August Bielenstein (1918) nach ihrem hauptsächlichen Verwendungszweck die trīdeksnis nannte, war im 19. Jahrhundert vor allem in der Region Kurland im Westen Lettlands verbreitet. Andere lettische Namen sind kāfu rose („Hochzeitsrose“) und eglīte („Tanne“), beide mit Bezug auf die Form. Von einem Tannenwipfel schälte man die Rinde ab und band die Zweige am Stämmchen zusammen. Anschließend knotete man zahlreiche bunte Federn, Schellen und Glöckchen daran. Die Hochzeitsgäste sangen und schlugen mit dem trīdeksnis auf den Tisch, während andere tanzten. Mitte des 20. Jahrhunderts wird die trideksnis als 30 bis 35 Zentimeter langer Eisenstab mit drei in Form eines Tannenbaums zur Spitze kürzer werdenden Querstangen beschrieben. An diese waren eiserne Schellen und Bleche, die hell klirrten, angebracht. Heute besteht die trīdeksnis – ein miniaturisierter Schellenbaum – aus einem hölzernen Handgriff mit einem Metallstab, an dem allerlei Metallplättchen oder Schellen hängen.